# Katal
Katal (ký hiệu: kat) là đơn vị đo hoạt động xúc tác trong Hệ thống đơn vị quốc tế (SI). Nó là một đơn vị dẫn xuất của SI để định lượng hoạt động xúc tác, hay còn gọi là hoạt độ của các enzyme (nghĩa là đo mức độ hoạt động của enzyme trong phản ứng enzyme) và các chất xúc tác khác.
Hội nghị toàn thể vầ Cân đo và các tổ chức quốc tế khác khuyến nghị sử dụng katal. Nó thay thế đơn vị enzyme của hoạt động xúc tác, một đơn vị "phi SI". Tuy nhiên đơn vị enzyme vẫn được sử dụng phổ biến hơn so với katal, đặc biệt là trong hóa sinh.
Katal không được sử dụng để thể hiện tốc độ của một phản ứng (tính bằng nồng độ mỗi giây, đơn vị là mol trên lít mỗi giây). Thay vào đó, katal được sử dụng để mô tả khả năng xúc tác, là một tính chất của chất xúc tác.
Katal là hằng số trong quy trình đo, nhưng giá trị số đo được thì không, giá trị này phụ thuộc vào điều kiện thí nghiệm. Do đó, để xác định số lượng chất xúc tác trong katal, tốc độ chuyển đổi của một phản ứng hóa học xác định được quy định là số mol enzyme xúc tác mỗi giây. Chẳng hạn, một katal của trypsin là lượng trypsin phá vỡ một mol liên kết peptide trong một giây trong các điều kiện quy định.

## Định nghĩa
{\displaystyle {\text{kat}}={\frac {\text{mol}}{\text{s}}}}

## Bội số SI
| Ước số    | Ước số  | Ước số     |          | Bội số  | Bội số     | Bội số |
| Giá trị   | Ký hiệu | Tên gọi    | Giá trị  | Ký hiệu | Tên gọi    |        |
| 10−1 kat  | dkat    | decikatal  | 101 kat  | dakat   | decakatal  |        |
| 10−2 kat  | ckat    | centikatal | 102 kat  | hkat    | hectokatal |        |
| 10−3 kat  | mkat    | millikatal | 103 kat  | kkat    | kilokatal  |        |
| 10−6 kat  | µkat    | microkatal | 106 kat  | Mkat    | megakatal  |        |
| 10−9 kat  | nkat    | nanokatal  | 109 kat  | Gkat    | gigakatal  |        |
| 10−12 kat | pkat    | picokatal  | 1012 kat | Tkat    | terakatal  |        |
| 10−15 kat | fkat    | femtokatal | 1015 kat | Pkat    | petakatal  |        |
| 10−18 kat | akat    | attokatal  | 1018 kat | Ekat    | exakatal   |        |
| 10−21 kat | zkat    | zeptokatal | 1021 kat | Zkat    | zettakatal |        |
| 10−24 kat | ykat    | yoctokatal | 1024 kat | Ykat    | yottakatal |        |